# Чорний Адам
Чорний Адам (англ. Black Adam) — вигаданий персонаж, суперлиходій, а іноді і антигерой коміксів видавництва DC Comics. Вперше з'явився у 1945 році у випуску The Marvel Family #1 видавництва Fawcett Comics як суперлиходій команди Марвел-родина, а пізніше, у 1970-х роках був «перезапущений» у рамках серії Shazam!, у якій виходять історії про Капітана Марвеля. Спочатку Чорний Адам зображувався як давньоєгипетський попередник Капітана Марвела, який зазнав від нього поразки і, доживши до сьогодення, кинув виклик йому та його соратникам. Іноді з'являвся як ворога Супермена.
На початку 2000-х письменники Джефф Джонс, Девід Гойєр і Джеррі Одвей переписали образ Чорного Адама, зробивши його антигероєм, який намагається очистити своє ім'я. За останні десять років він з'явився як значний персонаж у таких серіях як JSA, Villains United, Infinite Crisis, і 52.

## Історія публікацій

### Fawcett Comics
Вихідна версія Чорного Адама Вінсента Гомеса з'явилася в ході оригінального запуску Капітана Марвела видавництва Fawcett, The Marvel Family № 1. Тоді ним був принц Стародавнього Єгипту Тет Адам (буквально перекладається, як «Могутня Людина»), якого вибрав чарівник Шазам як свого наступника, оскільки вважав його бездоганним.
Коли Тет-Адам говорив магічне слово «Шазам», він трансформувався в надсильну істоту, Могутнього Адама. Володіючи тими самими силами, як і Капітан Марвел пізніше, Могутній Адам був розбещений такою могутньою силою. Чарівник Шазам спочатку дарував йому сили, отримані від Греко-Римських божеств, хоча пізніше цей факт був змінений і він наділив його силами єгипетських богів.
Вирішивши, що він повинен правити світом, Адам скидає і вбиває фараона і забирає собі трон. У гніві Шазам дає своєму заблудлому чемпіону нове ім'я — «Чорний Адам» — і, нездатний забрати назад його сили, виганяє його на найдальшу зірку у всесвіті.
Наступні п'ять із половиною тисячоліть Чорний Адам проводить у польоті до Землі. На той час, як він повертається, в 1945 році, Шазам призначив трьох нових чемпіонів, які посіли його місце: Капітан Марвел, Мері Марвел та Капітан Марвел-молодший. Спроби Адама захопити світ привели до ради сім'ї Марвел із Шазамом, на якій той розповів їм про Адама. Адам досягає успіху в захопленні Біллі і Фредді, поки вони говорили з Шазамом. Він пов'язує їх і збирається вбити пізніше. Але Дядько Марвел звільняє їх, коли Мері відволікала Адама на себе, дозволивши їм трансформуватися. Адам бореться з Сім'єю Марвел, але оскільки обидві сторони невразливі, бій триває і триває без розв'язки. Капітан Марвел обманює Адама, щоб той сказав «Шаза», що повернуло його в тіло Тет-Адама. П'ять тисячоліть моментально повернулися до нього і він перетворився на порох.
Пізніше в наступній серії Чорний Адам воскресає з попелу, загубленого в космосі, незрозумілим чином і перемагається подібним способом — він сам знову вимовляє «Шазам». Однак цього разу він перетворюється не на попіл, а переноситься в минуле на 5000 років до Єгипту — оскільки він жив там раніше.
Чорний Адам носив костюм, схожий на костюм Капітана Марвела, але замість червоного із золотом у Адама костюм чорного із золотом костюма, і Адам не носив плащ.

### DC Comics

#### До Кризи
Після того, як Чорний Адам був переможений двічі у 2 випусках, його воскресили через тридцять років — у Філадельфії доктор Шивана, за допомогою машини реінкарнацій (в історії Shazam! DC Comics). Потім він руйнує машину, щоб її не могли відправити назад. Згідно з Shazam! № 28 Чорний Адам отримує свої сили від Шу (стійкість), Хершефа (сила), Амона (міць), Зіуті (Тот) (мудрість), Анпу (Анубіс) (швидкість) та Менту (сміливість). Чорний Адам випадково подорожує в 1776, коли вирушав на Скелю Вічності, щоб знищити Шазама за припущенням Шивани, насправді Шивана вважав, що Адама позбавлять його сил, насправді Капітан Марвел просто відправив його назад у часі. Адам і Капітан боролися і Адам усвідомив, що йому доведеться використати трюк, щоб перемогти. Він змушує блискавку вдарити Капітана, що обернуло того назад у Біллі, потім вистачає його і затискає йому рота перш, ніж він встигає сказати магічне слово. Потім він летить до найближчого корабля і, взявши мотузку, зв'язує Біллі і кидає його в море. Але Біллі випливає і його рятує один із бунтарів колонії, після чого звільняє його. Він усвідомлює, що людина Пол Рівер, що іронічно, оскільки раніше в історії Капітан відновлював його статую і повертається свого часу, коли Шазам сказав йому про існування Чорного Адама. Адама обдурює Дядько Марвел, щоб той сказав слово, коли він ішов до нього помститися, і заробляє амнезію від удару Капітана. Після цього Чорний Адам був задіяний у All-New Collectors' Edition № С-58 і намагався знищити як Капітана Марвела, так і Супермена. Після інших кількох поразок від рук Капітана Адам поєднує сили з Містером Розумом та до-Кризисною версією його Монструозного Товариства Зла та організує штурм Скелі Вічності. Злий бог магії Оггар закликає злу армію з піску та пилу Єгипту для Адама, щоб повести її проти Біллі та його магії. Незважаючи на поразку, Адам втікає. Чорний Адам востаннє з'явився в сазі «Війна лиходіїв» у ході Кризи на Нескінченних Землях. Юний Титан Коул трансформував Адама в статую, але не було розказано, чи це постійна зміна.

#### Shazam!: The New Beginning
Походження Адама було переглянуто в міні-серії 1987 року Shazam! The New Beginning, після Кризи на нескінченних Землях. У цій часовій лінії Адам був вигнаний не в глибини Всесвіту, а в інший вимір. Потреба в Капітані Марвелі, щоб він протистояв Адаму, стала основною причиною вибору Біллі Бетсона чарівником Шазамом. Незабаром після цього Адам був повернутий на Землю спеціальним пристроєм, створеним доктором Шиваною. Після повернення він говорив тільки єгипетською (і мав легку засмагу) і використовував мудрість Зеуті, щоб вивчити англійську. Персонаж показав себе куди більш жорстоким і нещадним, ніж його попереднє втілення. Незабаром після свого повернення він руйнує пристрій Шивани і збирався вбити його, однак передумав, оскільки йому був потрібен гід в Новому Світі, тому він робить з Шивани Свого раба. Він захоплюється новим світом, який він описує, як: «цікаве місто, чиї вежі підносяться вище храмів Мемфіса… вози, що рухаються без звірів, які б їх тягнули (машини) … і навіть величезний міст з металу, що охоплює широту води, ширше навіть Нілу під час потопу!» Під час битви з капітаном Марвелом Адам, використовуючи суперсилу, тримає літак, повний пасажирів, і погрожує кинути його. Після цього він ховає літак в океані. На щастя Капітан Марвел досягає успіху у вигнанні чорного Адама знову в інший світ і рятує людей.
Нещодавно він отримав Силу богині Ісіди, що зробило його сильним, як ніколи раніше. Коли Чорний Адам вимовляє магічне слово, він отримує всі свої здібності посиленими через силу, отриману від Ісіди. Сила Ісіди також повинна дати йому контроль над природою та телекінезом, але він не показував ці здібності.

## Сили та здібності
Коли Тет Адам/Тео Адам вимовляє магічне слово «Шазам» (англ. Shazam), він трансформується в Чорного Адама і отримує сили від стародавніх богів Єгипту:
| S | що означає стійкість Шу (англ. Shu)        | Використовуючи фактично необмежену стійкість Шу, Чорний Адам може протистояти більшості типів фізичної шкоди. Плюс до цього він не потребує їжі, сна, повітря і може спокійно вижити в космосі. Його божественний метаболізм дозволяє йому працювати набагато ефективніше, ніж будь-яка людина. Підтримуваний магічною енергією, Адам безсмертний |
| H | що означає стрімкість Гора (англ. Heru)    | Використовуючи супершвидкість Гора, Чорний Адам може рухатися із суб-світловою швидкістю. У відкритому космосі він може розвивати світлові швидкості. На землі його швидкість тримається нарівні з Джеєм Гарріком (Флешем). |
| A | що означає силу Амона (англ. Amon)         | Чорний Адам має феноменальний рівень суперсили і здатний легко гнути сталь, пробиватися крізь стіни, створювати сильні звукові хвилі, ляскаючи руками, і піднімати величезні об'єкти. Його сила спочатку зображувалася на одному рівні з силою Супермена та Капітана Марвела, іноді навіть більше їх сил. Як мінімум, один раз Чорний Адам був здатний протриматися проти об'єднаної могутності Ліги Справедливості та Товариства, Великої Десятки та Юних Титанів.                                                                                         |
| Z | що означає мудрість Зехуті (англ. Zehuti)  | Чорний Адам має постійний доступ до наукових знань широкого ряду, що дозволяє знати безліч мов. Мудрість Зехуті також забезпечує його порадами та консультаціями в момент потреби. |
| A | що означає потужність Атона (англ. Aton)   | Потужність Атона дозволяє Адаму літати, заряджає магічну блискавку, що трансформує його і надалі збільшує суперздатності, а також надає йому захист від більшості магічних заклинань та атак. Адам може використовувати блискавку, ухилившись від неї і дозволивши їй вдарити супротивника або ціль. Також міць Атона дозволяє йому подорожувати Скелю Вічності, що, своєю чергою, дозволяє йому здійснювати подорожі між вимірами і часом. |
| M | що означає хоробрість Мехена (англ. Mehen) | Ця здатність здебільшого психологічна і дає Чорному Адаму надлюдську внутрішню силу, з якої він черпає сили за часів відчаю і, можливо, дає йому бойові навички. Хоробрість Мехена також дає йому стійкість до телепатії та контролю розуму. Іноді зображується, що хоробрість також дає йому певний рівень додаткової невразливості. Чорний Адам також має завдяки цьому надлюдську волю. Якщо він був поранений, то здатний відновитись дуже швидко. Потрібно удар такої сили, що більшість молекул його тіла розсіється, що призведе до фізичної смерті. |

Плюс до цього всі почуття Адама значно гостріші, ніж у звичайної людини — він заявляв, що може почуяти Фелікса Фауста через запах поту. Чорний Адам часто описується як воїн, який довів свою силу і вміння, навіть до того, як Шазам дарував йому сили.
Вимова магічного слова знову спочатку перетворювало Чорного Адама назад на Тео Адама, але коли Спектр забрав його здібності в ході Чорної Помсти, він повернувся до Тета Адама, стародавнього воїна Кхандакі, що став вихідно Могутнім Адамом. Наступні появи в серії 52 також показало Тета Адама як смертну особистість Чорного Адама. Однак він дуже рідко добровільно повертається у свою не могутню форму. Пізніше він отримує нові сили єгипетських богів нової історії, але потім повертається у зворотну міць старих сил єгипетських богів.

## Поза коміксами

### Телебачення
- Адам з'явився у мультсеріалі 1981—1982 року «The Kid Super Power Hour with Shazam!», що розповідає про пригоди Капітана Марвела. Історія його походження з мультсеріалу подібна до оригінальної докризової історії з коміксів.
- У мультсеріалі «Бетмен: відважний і сміливий» Чорний Адам з'явився в епізоді The Power of Shazam, де був озвучений Джоном Дімаджіо.
- Згадується в анімаційному серіалі «Ліга Справедливості без кордонів», в епізоді «Ancient History».
- У телесеріалі 2001—2011 року «Таємниці Смолвілля», в епізоді «Isis», в музеї з'являється кинджал Чорного Адама з табличкою «Кинжал Тет-Адама».
- У мультсеріалі «Юна Ліга Справедливості», у ролі члена товариства лиходіїв «Ліга Несправедливості».
- Чорний Адам з'являється у короткометражному анімаційному фільмі «Вітрина DC: Супермен/Шазам! — Повернення Чорного Адама», Адама озвучив Арнольд Вослу[3][4].

### Кіно
- У вересні 2014 року Двейн Джонсон офіційно оголосив через свій твіттер-акаунт, що зіграє Чорного Адама у майбутніх проектах Розширеного всесвіту DC[5]. Крім того портал Variety повідомляє, що для фільму «Шазам» вже призначено сценариста і ним стане Даррен Лемке[6][7]. Прем'єра фільму «Чорний Адам» у США відбулася 21 жовтня 2022 року.
- Джонсон мав виконати роль Чорного Адама у художньому фільмі «Billy Batson and the Legend of Shazam!» компанії New Line Cinema, але проект так і не перейшов у стадію зйомок і згодом був закинутий[8].
- Чорний Адам та його домашній вихованець, пес Анубіс, озвучені Джонсоном, з'являються в сцені після титрів мультфільму "DC Ліга Супервихованці" (2022).

### Відеоігри
- Персонаж з'явився як лиходій в онлайн-грі «DC Universe Online», де був озвучений Олександром Брендоном[9][10].
- Є грабельним персонажем і міні босом в Lego Batman 2: DC Super Heroes та Lego Batman 3: Beyond Gotham. В обох частинах гри озвучений Фредом Татаскьором.
- Також він з'явився як грабельний персонаж у грі Injustice: Gods Among Us. У режимі історії було показано, що після битви з Кал-Елом, він повернувся назад до Єгипту до Кхандака, і об'єднав свої сили з Ізідою і перетворив місто на оазу. При цьому справжню, а з рештою життів на Землі він просто знищив.
- Чорний Адам, озвучений Джої Набером з'являється в Injustice 2 як прихильник Супермена і Режиму. У режимі історії було показано, що після випадку з Брейніаком, Ізіда загинула разом із Кхандаком. Щоб повернути «королеву», він вирушив у мандрівку і знайшов зону, де можна її воскресити. Точніше воскресив би якби не Ра'с Аль Гул. І Ра'с Аль Гул дасть йому воскресіння, якщо поділиться владою. І Чорний Адам погодився на все, аби він залишився з Ізідою. В результаті Кхандак відновлено, та інші міста (під керівництвом Ра'с Аль Гула) зокрема.

## Критика та відгуки
- У 2009 році посів 16 місце у списку 100 найбільших лиходіїв коміксів за версією IGN за версією IGN Entertainment[11].